# Yannick Grannec
Pour les articles homonymes, voir Grannec.
Yannick Grannec, née en 1969, est une écrivaine française. Son premier roman La Déesse des petites victoires a reçu le prix des libraires 2013.

## Biographie
Yannick Grannec est diplômée de l'ENSCI puis exerce le métier de graphiste et publie quelques livres pour la jeunesse : Bleus, Rouges, Jaunes, Verts, albums jeunesse parus en octobre 2003 aux éditions Didier, collection Mirliton.
Installée à Saint-Paul-de-Vence, elle se consacre par la suite à l'écriture et sa passion pour les mathématiques la conduit à écrire dans La Déesse des petites victoires le roman de la vie du génial mathématicien autrichien Kurt Gödel racontée par sa veuve, Adèle. Le roman a connu un grand succès de presse et a été couronné par le prix des libraires en mars 2013.

## Œuvres
- 2003 : Bleu(s), Didier Jeunesse,  (ISBN 9782278054343)
- 2013 : La Déesse des petites victoires, éditions Anne Carrière,  (ISBN 9782843376665) – prix des libraires[3]
- 2016 : Le Bal mécanique[4], éditions Anne Carrière,  (ISBN 9782843377549) – prix du deuxième roman[5]
- 2019 : Les Simples, éditions Anne Carrière,  (ISBN 9782843379482)
- 2023 : Au dedans, éditions Anne Carrière ,  (ISBN 9782380823097)